# 聯合航空232號班機空難
聯合航空232號班機（UA/UAL232）是联合航空旗下，定期自科羅拉多州丹佛飛往賓夕法尼亞州費城的班机。1989年7月19日，一架飛行該班次的麥道DC-10-10的3個引擎廣體客機之2号引擎（位於垂直尾翼基部）因為扇葉材料的瑕疵，葉片斷裂之後射出的碎片损坏了机上為三套獨立的液压系统，導致各翼面的控制功能都失效。在无舵面工作的情况下，飛行人員在原本坐在客艙中的一位非值勤飛行員教官為46歲的丹尼斯·費齊（Dennis E. Fitch）之協力下，靠着控制僅存的兩具引擎調整飛行方向，嘗試讓班機在愛荷華州蘇城紧急迫降，因此一般將這場空難被稱為“蘇城空難”。
雖然班機在迫降時不幸發生失控翻覆並且爆炸起火的情況，造成285名乘客以及11名乘务人员中，有112人罹難，但如果不是飛行人員的處理得當，原本傷亡會更加慘重。由於當時地面上的人員早就知道該班機有可能會在迫降時失事，因此电视台摄影师早已經在机场边等候记录机迫降的过程，變得它成為航空史上记录最完整的空难之一。飛行人員被迫使用遠高於標準的空速進場，降落时客机时速甚至一度超过航天飞机的降落时速。受損的DC-10在著陸之前原本還保持大致正確的姿態與航向，但是在觸地之前的最後一刻卻向右偏滾，飛行人員全力修正無效之後右機翼觸地，在高速下的撞擊導致機身翻滾並且隨之引發爆炸。

## 事件後續

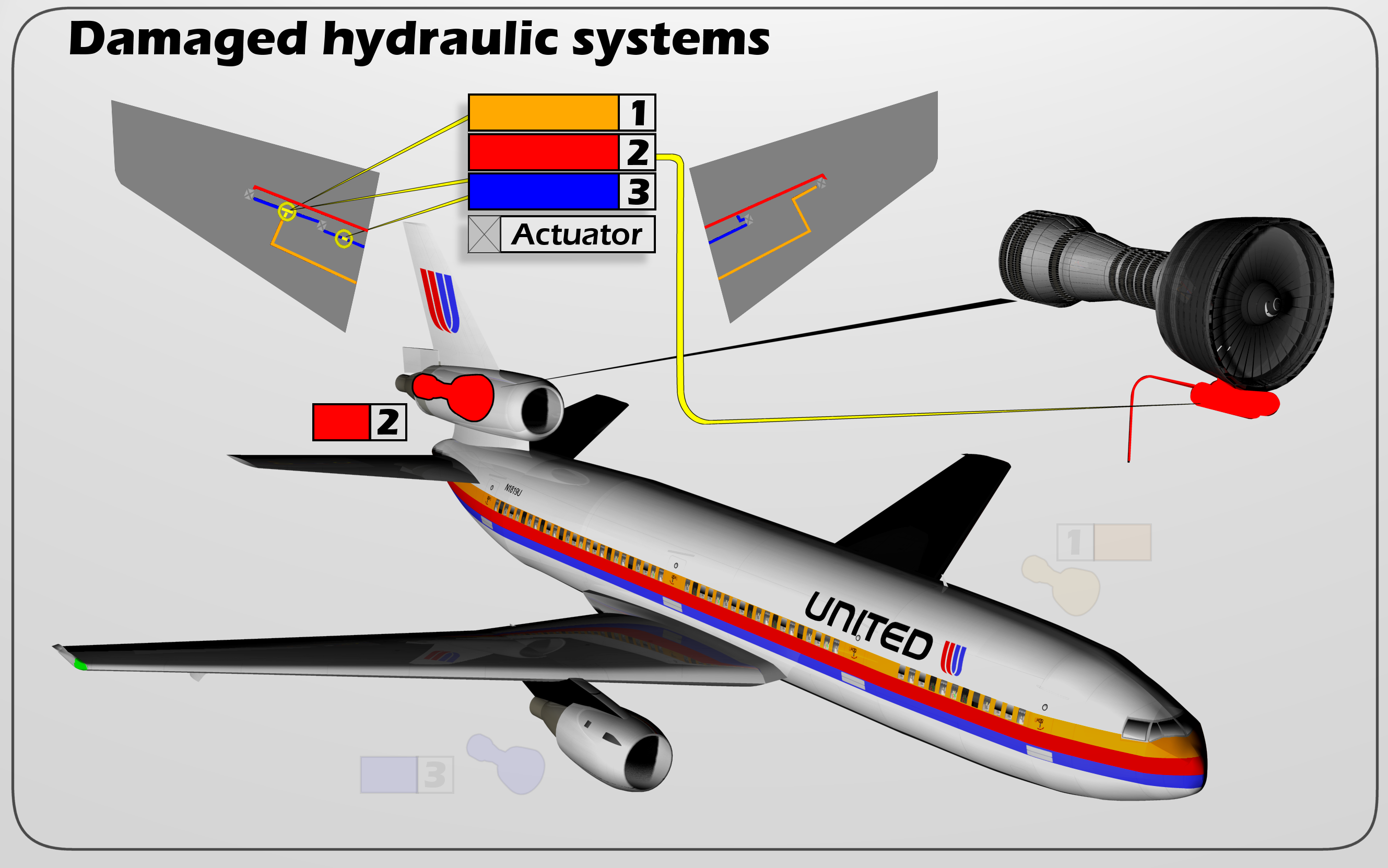
UA232發生問題的2號引擎，與受損的液壓系統分佈示意圖。

在本次事件中，生還者之一的機長阿爾弗雷德·克萊爾·海恩斯（Alfred C. Haynes）在多年之後的2003年時，到比利時布魯塞爾參加一場航空安全相關的研討會擔任演講者。而2003年DHL貨機巴格達遇襲事件中38歲的機長艾瑞克·甘諾特（Eric Gennotte，比利時人）正好参加了那场研讨会。由於該事件在研討會結束之後不久就發生，戲劇性的巧合之下甘諾特利用了研討會中獲得的相關資訊將事件化險為夷，進而成為世界首宗大型航機在無液壓控制的情況下，通過控制引擎的出力大小以達到調整飛行姿態的方式，進而安然降落的案例。2019年8月25日，機長海恩斯於家鄉西雅圖的醫院中過世，享壽87歲。
从事金属钯催化研究的科罗拉多州立大学59歲的約翰·肯尼斯·施蒂爾教授不幸于該次事件中罹難。2010年另外3位从事同一领域研究的化学家获得诺贝尔化学奖。
在事件中身為乘客，在危急之際協助機組人員控制住飛機的飛行員丹尼斯·費齊，於2012年5月7日因為腦癌於伊利諾州聖查爾斯的自宅中過世，享壽69歲。

## 相關作品
- 蘇城空難的故事在1992年時被拍成電視影片《空難最前線》（A Thousand Heroes，又名Crash Landing: The Rescue of Flight 232），該片曾獲得包含艾美獎在內的數個獎項與其他提名。
- 美國國家地理頻道災難調查節目《重返危機現場》曾就蘇城空難及其後的調查工作製作了一檔節目。
- 《空中浩劫》第11季第13集收錄了聯航232號班機的事件，單元名稱為〈不可能的降落〉（Impossible Landing）。

## 外部連結
- 事故描述 （页面存档备份，存于）
- 飛機迫降過程 - Google Video
- Airliners.net （页面存档备份，存于） N1819U照片集